# منتوحوتب الأول
منتوحوتب الأول، (بالإنجليزية: Mentuhotep I). هو ملك فرعونى في طيبة خلال عهد الأسرة الحادية عشر في أوائل الفترة الانتقالية الأولى (2072 - 2064 ق.م). ويعتبر منتوحوتب الأول الأب المؤسس للأسرة الحادية عشر. أطلق على نفسه لقب حاكم مصر العليا ثم اتخذ بعد ذلك لقب ملك مصر كلها.

## عائلته
زوجة منتوحوتب ربما كانت نيف رع الأولى، وقد كان والد كل من الملك إنتف الأول، وإنتف الثاني حسب قائمة ملوك الكرنك. والده هو إنتف الأكبر - (أنتف بن إكو). وجد اسمه في قائمة الملوك تحت الرقم 12.

## حكمه

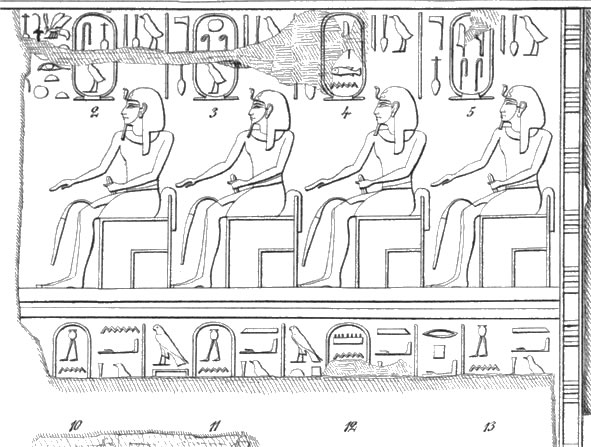
قائمة ملك الكرنك تبين الجزئي اسم "منتوحوتب الأول" في خرطوش (رقم 12).

حكم منتوحوتب الأول خلال الفترة الانتقالية الأولى المتوسطة قبل الميلاد (2135 ق.م). ذكر في قائمة ملوك الكرنك لتماثيل الفراعنة برقم 12. كان على تحالف كبير مع كوبتوس ضد ملوك وحكام الأسرة العاشرة في مصر السفلى. خلفه في الحكم على مصر الوسطى ابنه إنتف الأول.